# Бондаренко Степан Григорович
Степан Григорович Бондаренко (нар. 21 січня 1924, Попенки — пом. 9 квітня 2011, Кишинів) — радянський вчений в галузі агрохімії. Доктор сільськогосподарських наук з 1983 року, професор, почесний член Міжнародної академії виноградарства.

## Біографія
Народився 21 січня 1924 року в селі Попенках (нині Рибницького району Молдови) в селянській родині. 
Брав участь у Другій світовій війні. В Червоно армію призваний Рибницьким районним військкоммісаріатом 3 квітня 1944 року. Рядовий, навідник великокаліберного кулемета ДШК 52-ї окремої зенітно-кулеметної роти 41-ї Гвардійської стрілецької дивізії, брав участь в боях в Молдавії, Югославії, Румунії, Угорщині, Австрії.
Член ВКП(б) з 1948 року. У 1956 році закінчив Кишинівський сільськогосподарський інститут імені М. В. Фрунзе. У 1956—1964 роках — на комсомольській, партійній і науково-дослідних роботі. З 1964 року завідувач лабораторією агрохімії і програмування врожаю Молдавського науково-дослідного інституту виноградарства і виноробства.
Помер в Кишиневі 9 квітня 2011 року.

## Наукова діяльність
Вченим запропоновано низку оригінальних регресійних методів визначення оптимальних рівнів урожаю, вмісту елементів живлення в органах куща; описані динаміка накопичення біомаси та елементів живлення, зміни концентрації поживних речовин в органах куща; розроблені нові методи розрахунку доз добрив плодоносних виноградників і листової діагностики мінерального живлення винограду і інше. Автор 150 наукових робіт. Серед них:
- Агротехника высоких урожаев винограда. — К., 1965 (у співавторстві);
- Эффективность минеральных удобрений на плодоносящих виноградниках. — К., 1972;
- Программирование урожая винограда. — Садоводство, виноградарство и виноделие Молдавии, 1981, № 7.

## Відзнаки
Нагороджений орденом Вітчизняної війни 2-го ступеня (6 квітня 1985), медалями «За відвагу» (15 лютого 1945), «За взяття Будапешта», «За взяття Відня».